# Eruvadi
Eruvadi is een panchayatdorp in het district Tirunelveli van de Indiase staat Tamil Nadu. 

## Demografie
Volgens de Indiase volkstelling van 2001 wonen er 14.715 mensen in Eruvadi, waarvan 46% mannelijk en 54% vrouwelijk is. De plaats heeft een alfabetiseringsgraad van 79%. 